# 林雪平大学
林雪平大学（瑞典語：Linköpings universitet，縮寫為），是瑞典的一所国立综合性大学。林雪平大学成立于1975年，并在上世纪九十年代开始在邻近的北雪平市（Norrköping）建立北雪平校区。林雪平大学设有三个学院：理工学院、医学院和文科学院。其理工学院通常以也“林雪平理工学院”的名称对外招生（理工学院缩写为LITH，建于1969年）；其医学院系由上实际八十年代由“医科大学”合并改建而来。另外，该校实际还设有事实上单独的教育学院，只是没有正式单独组建学院的行政建制。2005年时，该校约有28,000名在校学生和3,500名教职员工。林雪平大学是瑞典最大的高等学府之一，大多数在林雪平校区上课的在校学生都住在该校设在林雪平市吕德区（Ryd）的学生宿舍区内。

## 学校特点和声誉
林雪平大学以其创新而闻名，创立瑞典第一个计算机专业，以及工业管理和机械的理学博士项目。总体上学校以理工和医学见长并兼顾人文科学，与工业界结合紧密，林雪平大学科技园颇有名气。林雪平大学医学院是瑞典培养医生最多的医学院之一。另外，该大学发展迅速，以不断创新、敢于尝试，跨学科的大胆合作为主要特点，发展了许多超越传统边缘的独特教育项目，如生物医学工程专业是国家研究中心。林雪平大学也是欧盟Erasmus盟校之一。

## 历任校长
- 1970-1983汉斯·梅耶尔（Hans Meijer）教授
- 1983-1995斯文·厄兰德尔（Sven Erlander）教授，文科博士
- 1996-1999安德士·弗洛德斯特罗姆（Anders Flodström）教授，理工博士
- 1999-2003伯提尔·安德生（Bertil Andersson）教授，文科博士
- 2003-2009米勒·米勒讷特（Mille Millnert）教授，理工博士。

## 校园概况

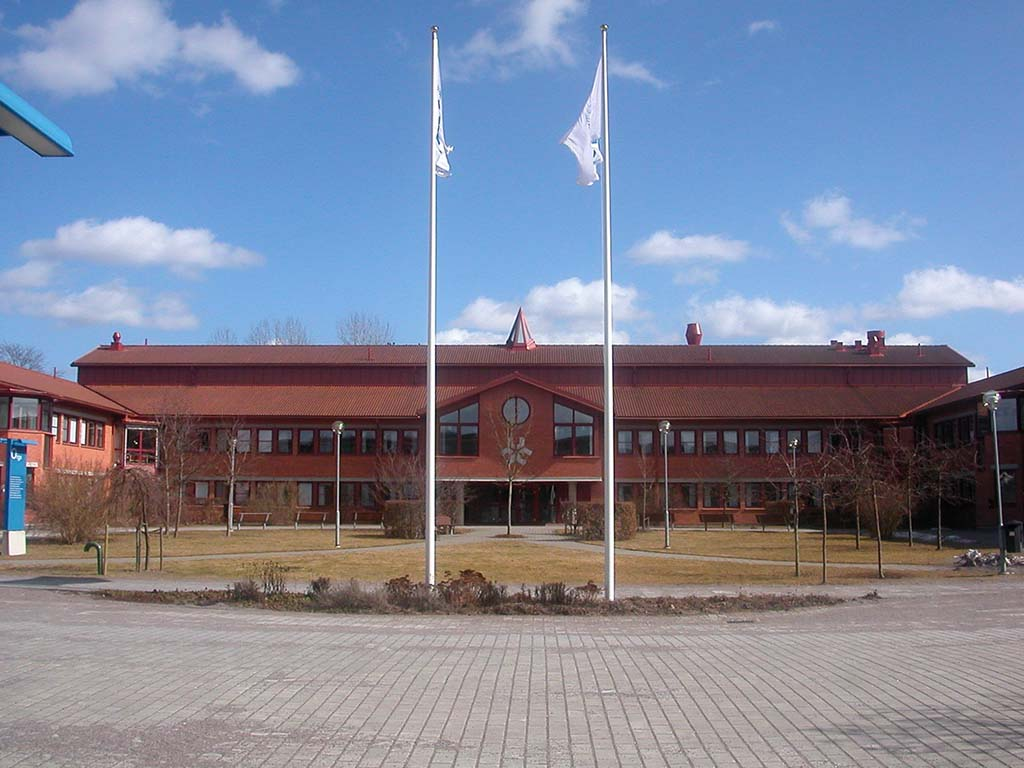
位于林雪平市瓦拉（Valla）主校区的的行政楼“Origo”

肇建伊始，林雪平大学的校区是根据林雪平市城区的实际情况择各种分散的空余或闲置土地修建的。后来，分散各处的部分开始逐步向瓦拉（Valla）校区汇集。瓦拉地区原本是城区外的两处工业场区。如今瓦拉校区已经发展成为建有20余处建筑物的校园。其内建筑大多以红砖修建；而有两处最早的建筑出于保有文化纪念意义的考虑没有采用红色系。该校区的学生社团管理机构位于名为“Kårallen”的白色建筑物裡。
现在，东约特兰师范学院也已经完全搬迁到了瓦拉校区，其校址基本上就在原来的“手工艺学校”的原址上。

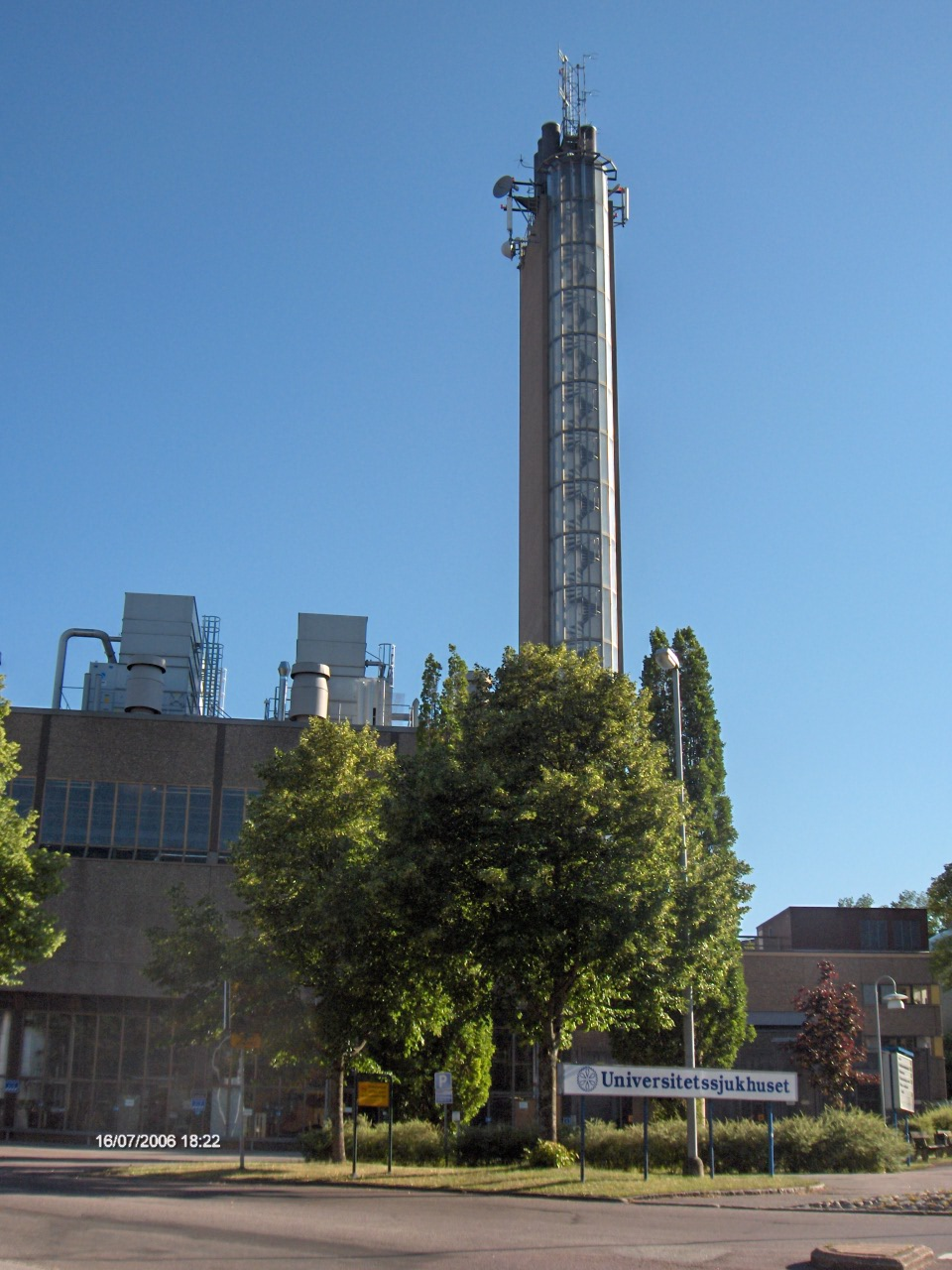
医学院US校区

医学院则位于林雪平城区内的US校区，该校区的入口建筑曾在2004年重新修建。在这裡，在某种程度上构成了新老教学楼环绕着图书馆、大学术讲厅、学生餐厅、和一些行政部门的建筑布局。该校区内专门的学生社团建筑为“Örat”（意为“耳朵”）。
北雪平校区大致在上世纪九十年代中期形成。该校区目前大约有学生5500余人。北雪平校区自2006年初开始重新组织规划，学生社团管理机构的专用建筑“Trappan”（意为“阶梯”）将在当年秋季启用。
该校每年都周期性地为名为“Vadstena”和“Katrineholm”的教育项目开设课程。“Vadstena项目”是指人文科学项目和一些艺术类课程；而“Katrineholm项目”则主要是一些有关护理专业的远程教育课程。

## 学生社团与学生组织

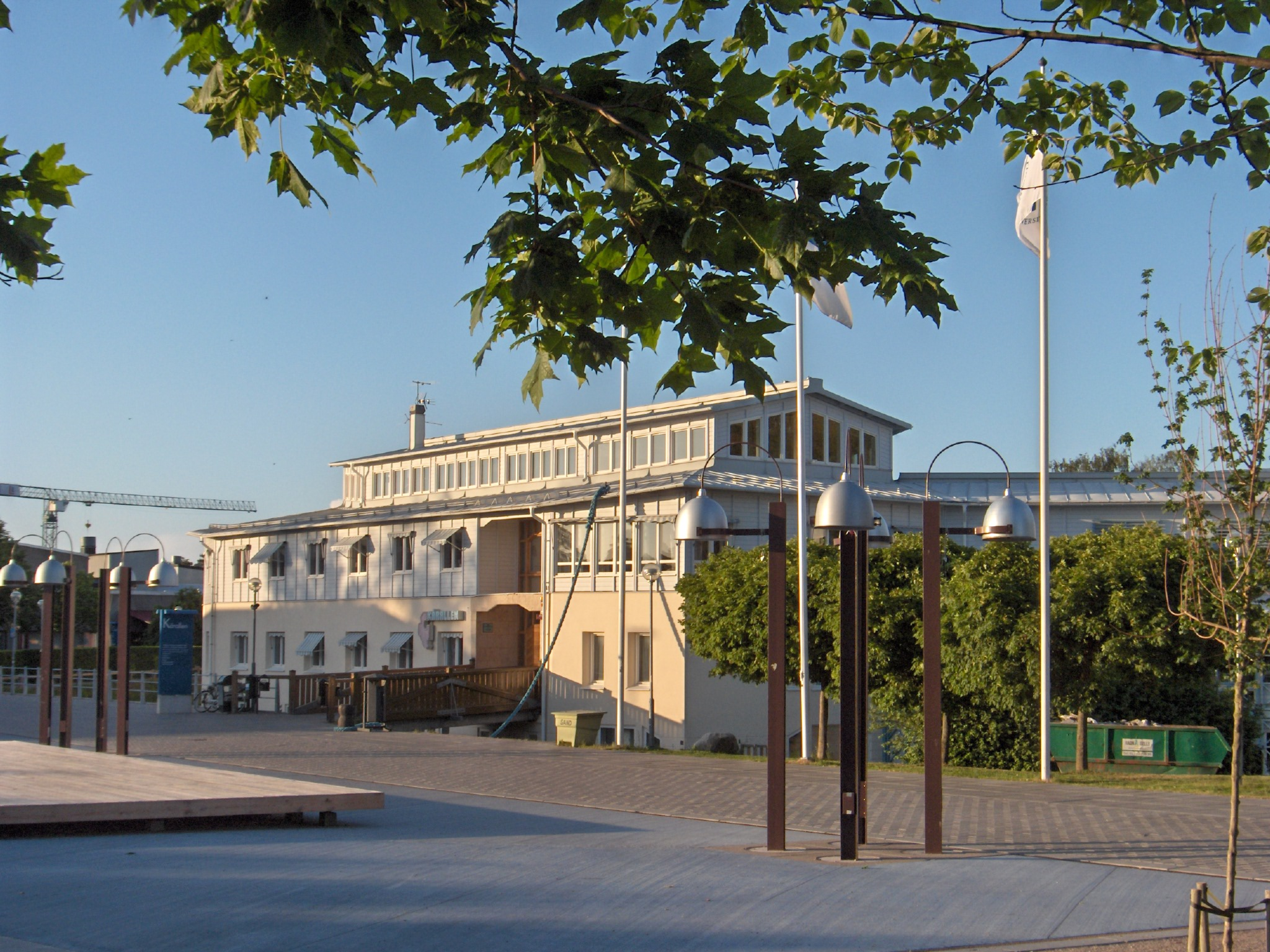
瓦拉校区的学生会建筑Kårallen

林雪平大学的在校学生分属于三个一级学生社团：医学院的“Consensus”、理工学院的“林雪平理工学生会”（Linköpings teknologers studentkår），简称“LinTek”和“文科学院学生会”（Studentkåren vid Filosofiska Fakulteten），简称“StuFF”。这三个一级学生会负责处理各自学生的一般性学生会事务；而管理机构则分别设在瓦拉校区的“Kårallen”、US校区（医学院）的“Örat”和北雪平校区的“Trappan”。理工学院的“LinTek”组织还拥有和运营着学生书店“Bokakademien i Östergötland”（意为东约特兰省学术书店）；该书店一般都在各校区的学生会管理机构的办公楼内设有门店。

## 大学排名
瑞典政府在2007年调查国内顶尖大学的教育品質时，林雪平大学是唯一一个获得两项最高教育质量奖的大学（医药和控制论）。
根据西班牙世界大学排名（Webometrics），2010年，林雪平大学世界排名146，欧洲排名31。
根据英国泰晤士大学排名，林雪平世界排名389（2010）。
根据Webometrics科学工程类大学排名2006，林雪平大学欧洲排名第6。

## 該校與東亞洲之關係
該校設有中文與日文課程，且學生自主開設了有意促進瑞典與東亞文化交流的學生協會，即林雪平大學東亞協會。在中國大陆的合作大學有南京大學、北京郵電大學、北京印刷学院；在台灣的合作大學有：國立清華大學、國立交通大學、國立臺灣科技大學、國立政治大學、國立中央大學、元智大學；在日本的合作大學有：東京大學、東北大學、埼玉大學、千葉大學、明治大學、京都大學、鹿兒島大學、神戶大學。

## 学校标志的更换
2015年5月20日，林雪平大学启用新的学校标志。